# Abderrezak Bitam
Abderrezak Bitam (sinh ngày 18 tháng 4 năm 1989, ở Aïn Touta) là một cầu thủ bóng đá người Algérie hiện tại thi đấu cho JS Kabylie ở Giải bóng đá hạng nhất quốc gia Algérie.

## Sự nghiệp quốc tế
Ngày 16 tháng 11 năm 2011, Bitam được lựa chọn vào đội hình của Algérie tham dự Giải vô địch bóng đá U-23 châu Phi 2011 ở Maroc.